# Balsareny
Balsareny település Spanyolországban, Barcelona tartományban. Lakosainak száma 3328 fő (2024).

## Földrajza
Balsareny Castellnou de Bages, Gaià, Navàs és Sallent községekkel határos.

## Népesség
A település lakosságának változását az alábbi diagram mutatja:
| Lakosok száma | 430  | 1506 | 2932 | 3987 | 3481 | 3241 | 3512 | 3343 | 3159 | 3328 |
|               | 1717 | 1887 | 1936 | 1960 | 1986 | 2004 | 2009 | 2014 | 2019 | 2024 |